# Scaniarinken
Der Scaniarinken ist eine Mehrzweckhalle in der schwedischen Stadt Södertälje, Provinz Stockholms län. Von 2005 bis 2016 trug die Halle den Namen AXA Sports Center. Die Halle ist u. a. Austragungsort der Heimspiele des Eishockeyclubs Södertälje SK.

## Geschichte
1970 ließ die Gemeinde Södertälje den Scaniarinken, mit damals 11.000 Plätzen, bauen. Die Veranstaltungshalle diente als Spielstätte lokaler Sportvereine. Im Jahr 2005 wurde der Scaniarinken vom Eishockeyclub Södertälje SK, momentan in der zweitklassigen HockeyAllsvenskan, aufgekauft und renoviert. Daraufhin erhielt die Arena den Namen AXA Sports Center. Im Herbst 2014 kaufte die Gemeinde die Halle vom Södertälje SK für 85 Mio. Skr zurück. Obwohl der Scaniarinken hauptsächlich für Eishockeyspiele genutzt wird, absolvieren je nach Bedarf auch der Basketballclubs Södertälje Kings (Männer) und Telge Basket (Frauen) des Södertälje BBK sowie die Unihockey-Mannschaft Balrog Botkyrka IK ihre Heimspiele in der Halle.

## Galerie

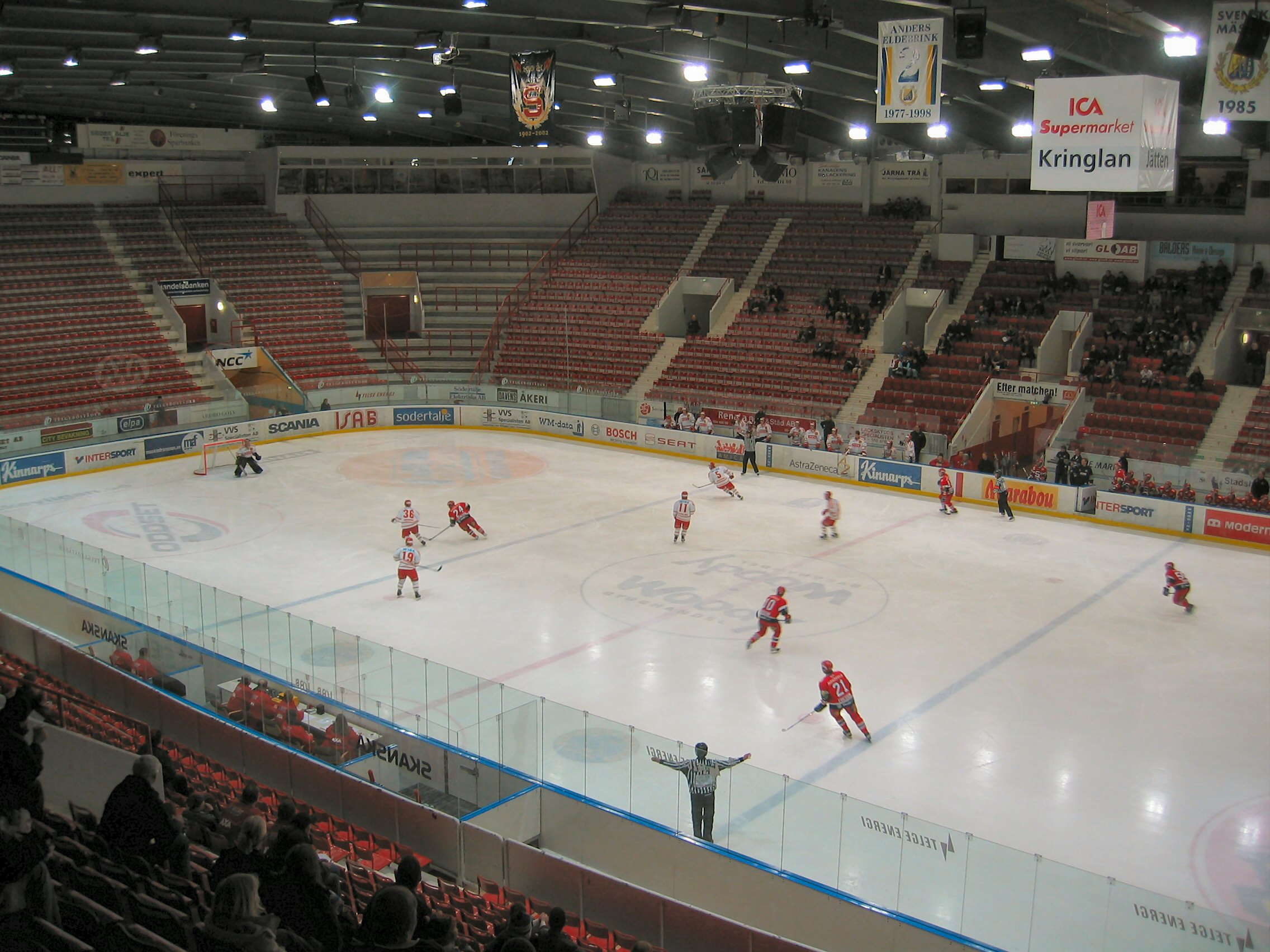
Der Scaniarinken vor dem Umbau (2005)
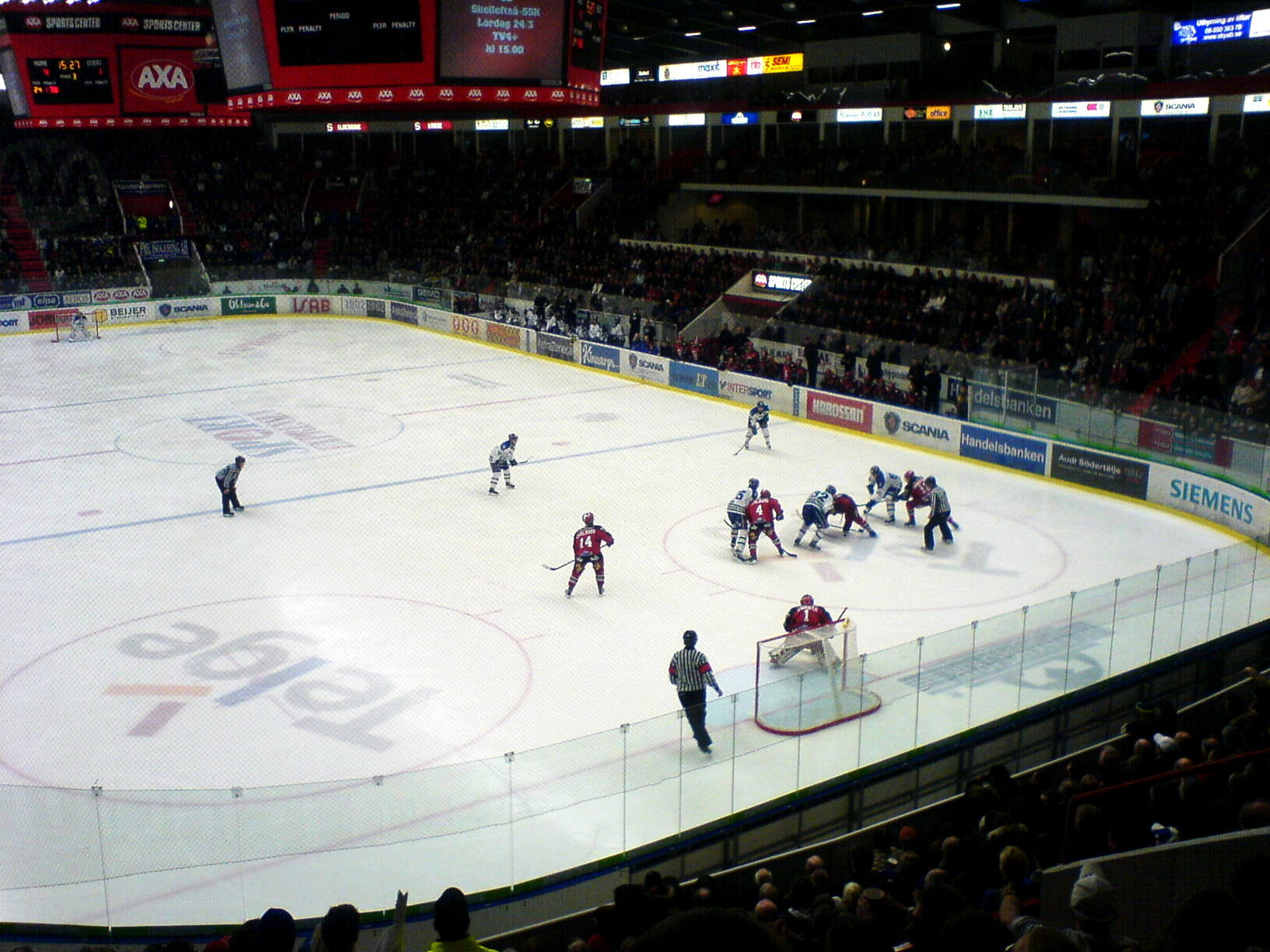
Das AXA Sports Center (2007)
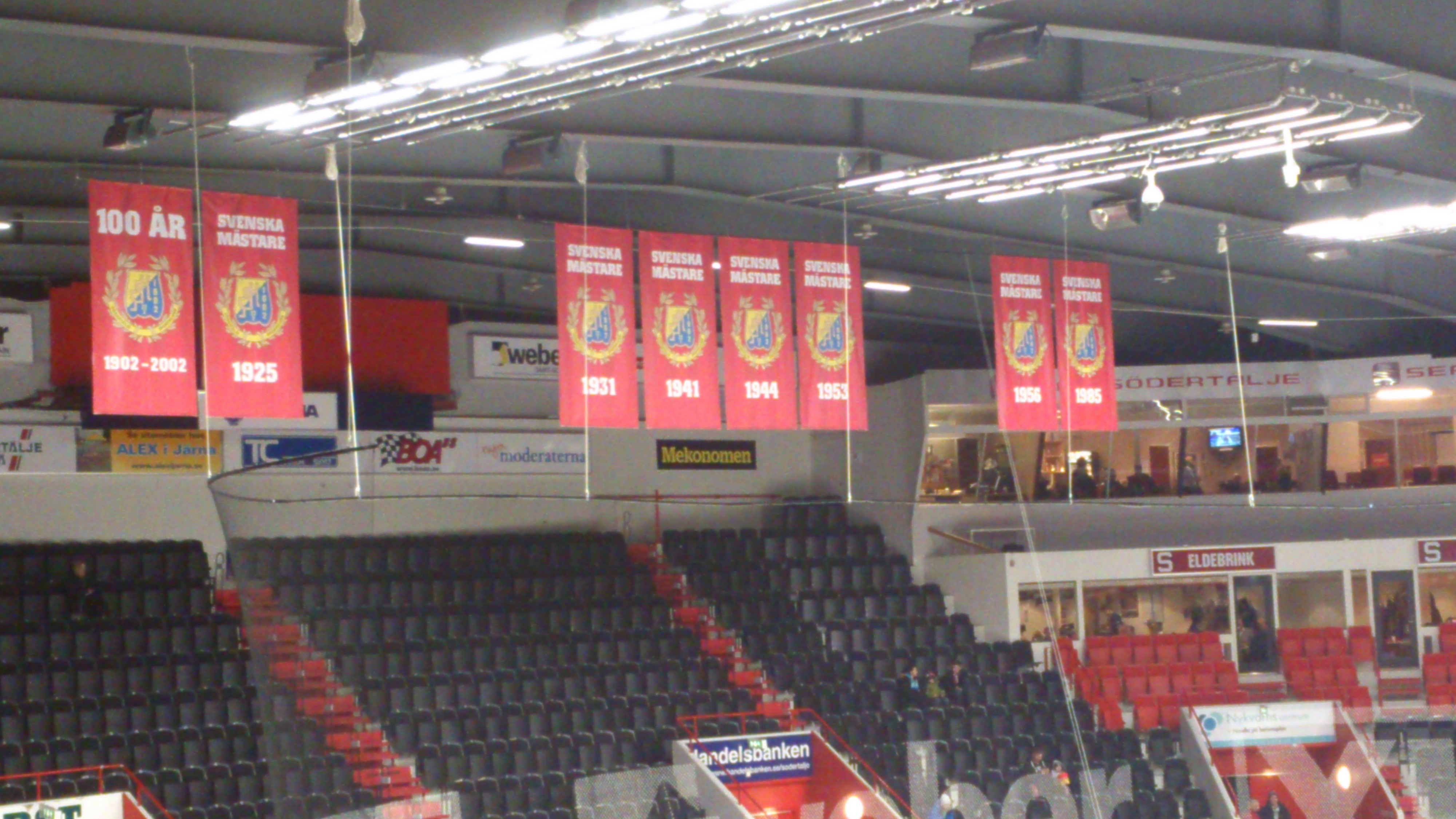
Meisterschaftsbanner unter dem Hallendach (2013)
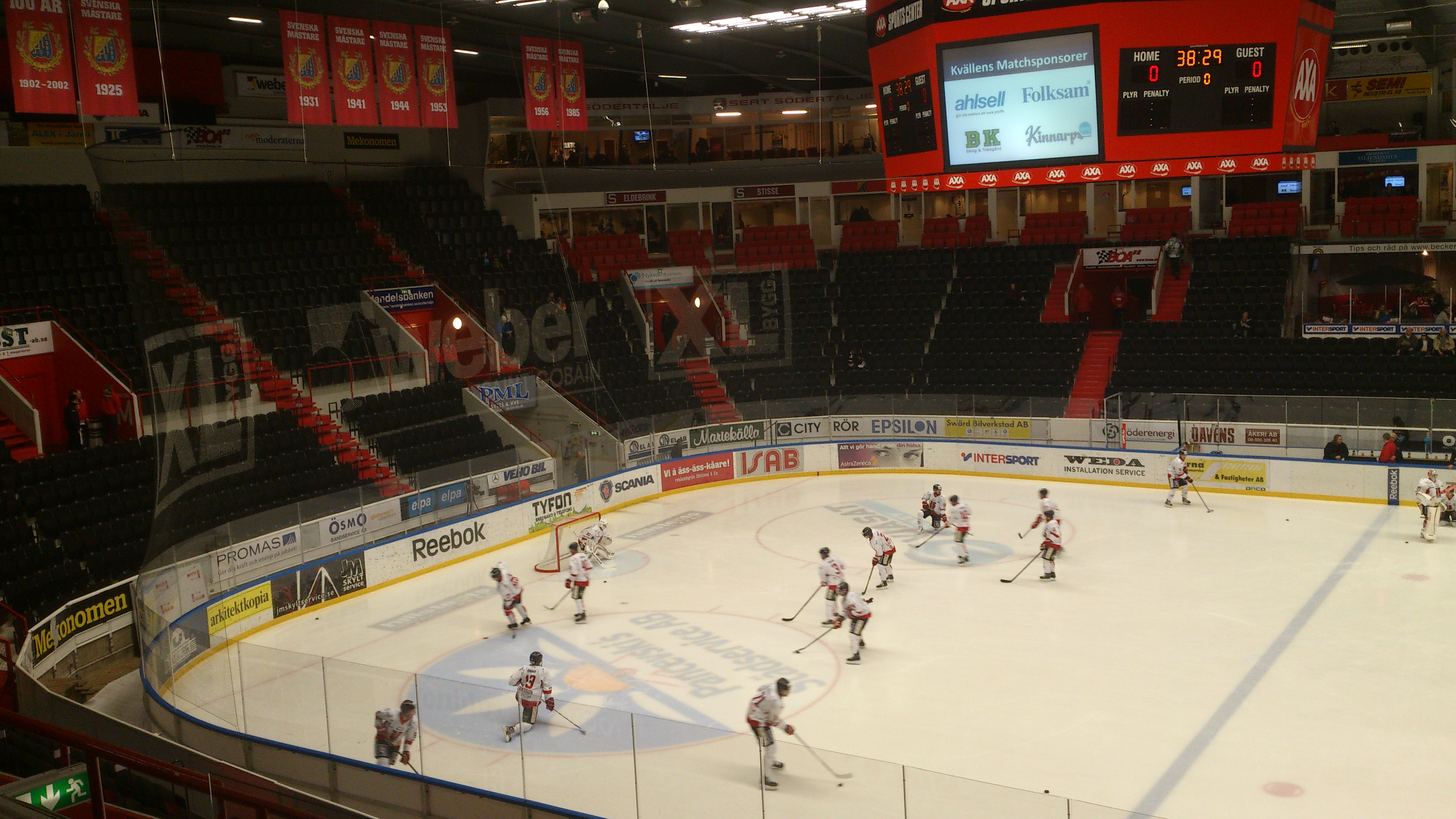
Der Innenraum mit Videowürfel unter der Decke (2013)